# Camille Gandilhon Gens d'Armes
Camille Gandilhon Gens d'Armes (Murat, 2 février 1871 - Bordeaux, 22 juillet 1948) était un traducteur, critique littéraire et poète français. Il a laissé des recueils de poèmes (tels que Poèmes Arvernes en 1927) exaltant le patriotisme et l'amour de la terre natale.
Il a effectué d’importants travaux de traduction notamment Le droit public de l’Empire allemand et Loi et Pratique constitutionnelle du Royaume d’Angleterre. Il a aussi donné plus de mille chroniques littéraires régionales en vingt ans dans le journal L'Auvergnat de Paris.

## Biographie

### Enfance
Camille descend d’une vieille famille qui portait le surnom de "Gens d’Armes" au moins depuis le XVIIe siècle. Il est né à Murat, au cœur du Cantal en 1871. Son père, Jean Théodore Gandilhon, était un expert géomètre cultivé dont on disait qu'il était « un paysan qui parlait latin ». Il avait beaucoup voyagé en France comme marchand de toile, avant de revenir s'établir à Lavigerie où il avait fait construire une maison dont il avait dessiné les plans. À sa mort en 1898 (Camille avait alors vingt-sept ans. Sa mère, elle, était décédée lorsqu'il avait dix ans.), il possédait une bibliothèque de cinq cents volumes.
Après des études primaires à l'école communale du village, puis à Murat (Cantal), il rejoint le petit séminaire de Saint-Flour puis, comme boursier, le lycée Henri-IV à Paris où il est élève du philosophe Henri Bergson. Il a dans sa classe Alfred Jarry.

### Vie parisienne
À Paris, il fréquente les cafés littéraires du Quartier latin et rencontre Verlaine, Paul Fort, Guillaume Apollinaire, Jean Moréas. Il entretient également des correspondances avec Paul Claudel, François Mauriac, Geneviève Duhamelet et bien d'autres. Ces correspondances sont conservées en grandes parties au musée de la Haute Auvergne de Saint-Flour.
Il approche l’école du symbolisme, mais reste très fidèle aux Parnassiens tels que Bainville, Leconte de Lisle, Hérédia ou Maurice Barrès.
Une bourse lui permet de poursuivre ses études supérieures à Clermont-Ferrand puis à Bordeaux, Paris et Berlin jusqu'à la mort de son père. Obligé à subvenir à ses besoins avant l’agrégation, il devient professeur d’anglais et d’allemand à l’École supérieure de commerce de Paris, et travaille ensuite à l’Agence Reuters à Londres, où il écrit ses premiers sonnets : Au Puy Mary, composé à Sherigham-on-Sea; La Santoire vue du pont de Westminster.
En 1902, il entre à la Préfecture de la Seine comme rédacteur. En 1905, il épouse à Orléans Jeanne Mathieux qui lui donnera quatre enfants. En 1908, il rejoint la revue La Veillée d’Auvergne, où il publie des études littéraires et quelques poésies. De 1909 à 1914, il fait partie du cercle Les Loups qui réunit de jeunes idéalistes comme Jean Ott, Robert Vallery-Radot, Pierre Rodet, Belval-Delahaye. Ils donnent, au célèbre Café Procope, des conférences littéraires publiques et gratuites appelées des Hurles. Il y laisse douze beaux chants préfacés par Jean Richepin. 
Pendant la Première Guerre mondiale, Gandilhon est interprète militaire, avant de fonctionner, entre 1918 et 1936, comme secrétaire traducteur et interprète officiel d’allemand et d’anglais au Conseil de Paris. Dans ce cadre, il laisse des traductions importantes. Il traduit aussi Mer du Nord d'Heinrich Heine.
De 1918 à 1939, il tient également la chronique littéraire régionale de l’hebdomadaire l'Auvergnat de Paris (mille chroniques en vingt ans), journal dans lequel il encourage les jeunes talents : Henri Pourrat, Raymond Cortat, la romancière Marie-Aimée Méraville et même Alexandre Vialatte. 

### Séjours en Auvergne

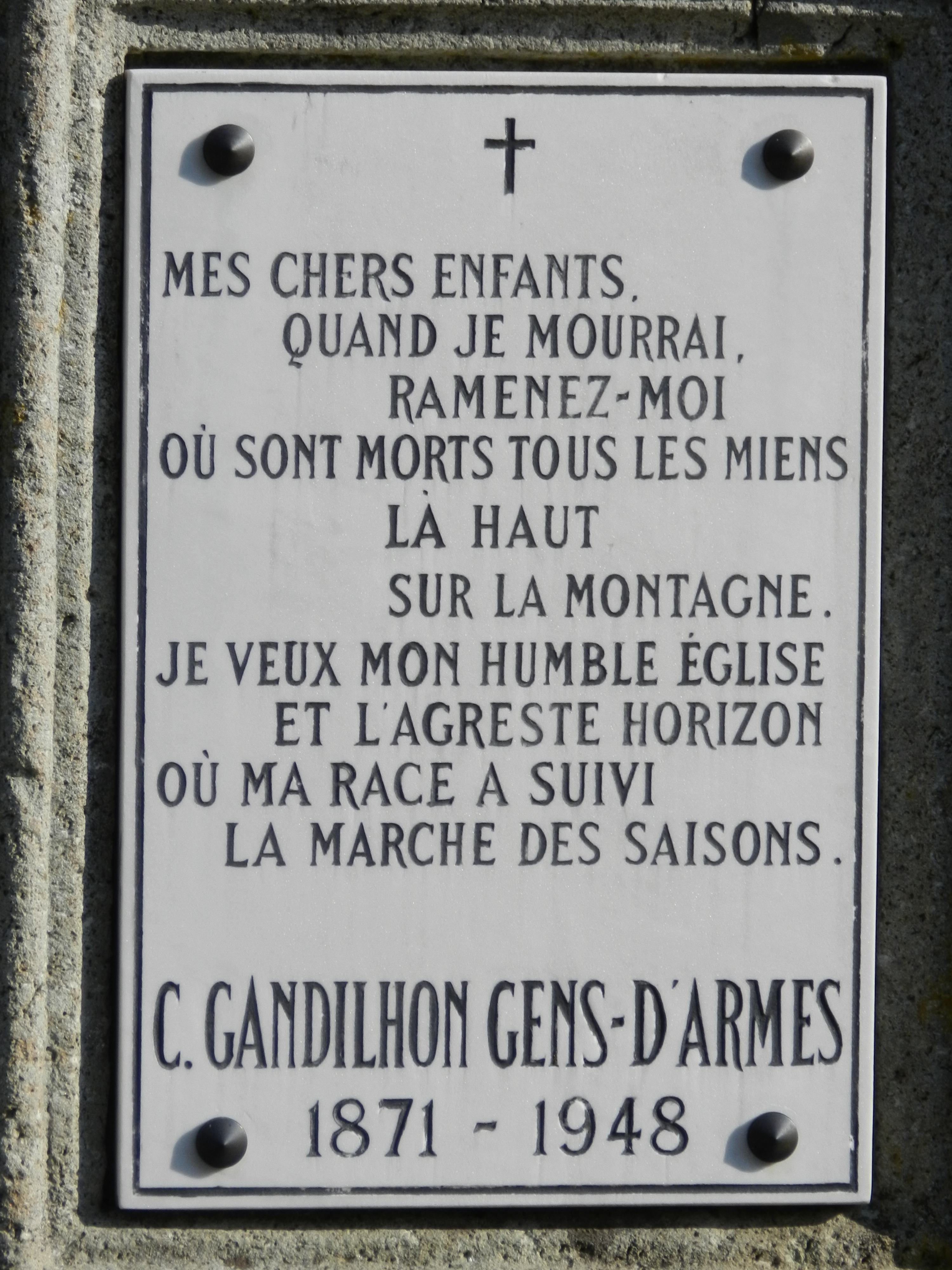
Plaque sur la tombe du poète à Lavigerie rapportant ses derniers mots

L’été il reçoit à La Buge ses amis artistes peintres Victor Fonfreide et Maurice Busset.
Il a aussi longtemps habité au hameau de Vercueyres à Laroquevieille dans la vallée de l'Authre. Une habitante du village se souvient :

« Il portait une petite barbichette, un chapeau et marchait d'un pas sûr et d'une démarche impérieuse. 

Sa femme, grande et vêtue de toilettes sobres, portait un ruban en velours à son cou, un chignon, ce qui lui donnait un air strict et autoritaire. Elle nous faisait le catéchisme dans la grande pièce de leur maison familiale de Vercuères. Il est mort alors que j'avais 12 ans, en 1948. Malgré des airs rigoureux, cette famille était extrêmement chaleureuse. »
Avec le compositeur Joseph Canteloube, Camille Gandilhon a sauvegardé de nombreux chants du folklore auvergnat : Le Chant des auvergnats composé ensemble et des chants et danses pour la Bourrée de Paris, dont il fut l’un des promoteurs et qui lui doit son nom.
L’écrivain Félix Bonafé a dit à son sujet :      
« Quand il déclamait, sa voix résonnait comme un cor. Dans ses récitations, pas un seul vers n’échappait à l’auditeur. Trois figures se distinguent de lui : 

- Le critique : François Raynal estimait son œuvre à 25 volumes : lecture et critique de toutes les œuvres régionales. Grâce à lui L’Auvergnat de Paris se fit le dépositaire des archives du régionalisme. Aux côtés de la famille Bonnet, il a hautement contribué à défendre la grande cause auvergnate. 

- Le moraliste : son œuvre   porte le témoignage des grandes vertus humaines. Il est chrétien, ancestral, chevaleresque, patriote. Il aime la famille et le travail. 

- Le poète : sa production poétique fut celle d’un patient ouvrier. On croirait ses sonnets classiques burinés dans le basalte de ses montagnes. »
Ses Poèmes Arvernes, publiés en deux tomes en 1927 et 1932, ont été primés par l’Académie des Jeux floraux de Toulouse et couronnés du Grand Prix de poésie Fabien Artigue.

## Sa versification
- Si vous ne connaissez pas le sujet, laissez ce bandeau (vous pouvez alors contacter les auteurs).
- Si vous supprimez le contenu mis en cause (vous pouvez préalablement contacter les auteurs),

argumentez précisément cette suppression dans la page de discussion
(un manque de référence n'est pas un argument ; une recherche réelle de référence doit avoir été effectuée, être formellement documentée).
Le  26 avril 2002, Denis Llavori, directeur de la médiathèque du département du Cantal, a contribué à l’animation d’une soirée littéraire consacrée à Gandilhon Gens d’Armes organisée par le musée de la Haute-Auvergne à Saint-Flour. Son exposé comportait trois parties : voici la seconde (avec l'autorisation de l'Auteur).
Au-delà d’une école (les parnassiens), on peut tenter de comprendre Gandilhon à travers son style, sa forme.
Cette forme veut souvent incarner un souffle puissant et primitif, dont le monde contemporain est pour lui dépourvu. Rien d’intime ni de proche dans l’écriture de Gandilhon, qui rejette toute spontanéité facile, et requiert du lecteur un effort dans sa lecture (effort de concentration). Mais, en échange, les textes nous renvoient comme un étrange envoûtement :
La colère du Volcan 
          Flamme et ténèbre, issant des fonds océaniques 

          Le volcan dont la cendre a formé le Cantal

          A décoché des blocs de soufre et de métal

          Aux astres, s’épuisait en efforts titaniques.

          Le troupeau sidéral, indocile aux paniques, 

          Le narguait des hauteurs de l’infini natal.

          Or, un soir, les méfaits d’un ouragan brutal

          Décuplèrent l’élan des forces volcaniques.

          Un vent sauvage, ayant soulevé jusqu’au ciel

          L’eau de la mer, noya  d’un flot torrentiel 

          Le volcan furieux, pénétré jusqu’aux moelles ;

          Et la foudre ébrécha son cratère béant.

          Mais lui, tordant soudain sa gueule de géant

          Cracha la lune énorme en insulte aux étoiles. 

Un sonnet parfait, des alexandrins parfaits : la forme est mise au service de l’atmosphère, un parcours apocalyptique et pessimiste qui semble vouer l’humanité à l’anéantissement et rendre la terre au chaos. Gandilhon y exprime sa nostalgie d’un monde disparu, d’une autre harmonie, d’autres valeurs sans doute. Il crie sa détresse devant un monde qu’il ne comprend plus, devant une souffrance universelle qui l’anéantit :

 

         La guerre en a rempli des millions de tombes !

         Le monde a-t-il jamais connu ces hécatombes ?

         Pourquoi, mon Dieu, pourquoi tant de calamités ?

         Êtes-vous las de supporter l’Humanité ?

         Progrès, illusion sinistre qui nous berne !

         Ah ! laissez-moi m’enfuir sur les montages arvernes !

Mais Gandilhon maîtrise toutes les formes, depuis le chantant octosyllabique, pour évoquer le rythme si particulier de la cabrette :

         L'éloge de la cabrette

         O source vive de musique 

         Où s’abreuve le rythme antique 

         Auquel la bourrée obéit !

         O fille des Muses, musette, 

         Laisse-moi te chanter, cabrette, 

         Cornemuse de mon pays !

Jusqu’à une alternance de vers de 7 et de 3 pieds, où affleure la leçon de Verlaine («  De la musique avant toute chose, et pour cela préfère l’impair » ) :

           Billet à Albert Pestour

         On me dit que tu travailles, 

         Plein d’ardeur, 

         Et que sans répit tu railles

         L’imposteur.

         Et pourtant de Chantemerle, 

         Tous les mois, 

         Un beau vol de vers déferle

         Jusqu’à moi

         Je crois même que tu jettes

         Plus souvent, 

         Ces légères alouettes

         Dans le vent.

         Que le ciel s’azure ou pleure, 

         Sur Paris, 

         Toi tu rimes à toutes heures

         Et souris.

Il maîtrise également les subtilités des rimes embrassées, croisées, mêlées ou plates. Mais ne l’enfouissent pas sous un linceul de glose : un poète-

la manifestation nationale «  le printemps des poètes » nous le rappelle chaque année – existe pour être dit, lu, chanté ou déclamés. On se souvient du chant des Auvergnats, poème de Gandilhon  mis en musique par Joseph Canteloube. S’ils avaient été enseignés dans les écoles, les vers de Gandilhon survivraient dans de nombreuses mémoires, un peu comme un rappel de nos efforts passés :

- un alexandrin : Hugues de Tournemire est seigneur de Murat 

- des octosyllabes  : 

                      Par la lande allait ma voiture, 

      Chemin sableux, voyage lent…

- des vers de cinq syllabes : 

                      L’abrupte horizon

                      Bleuit et recule

                      En de lents frissons 

                      Meurt le crépuscule.

- des heptasyllabes et des trisyllabes :

                      Quand, sous des brumes moroses

                      Tout se meurt, 

                      Toi, tu sais cueillir des roses 

                      Dans ton cœur.
La qualité de ces poèmes vaut sans doute celle de « Ce siècle avait deux ans », de « Comme un vol de gerfauts hors du charnier natal », ou encore « Sous le pont Mirabeau coule la Seine ». Alors, pourquoi Gandilhon poète n’a-t-il pas connu la fortune d’un Victor Hugo, d’un José Maria de Hérédia  ou d’un Guillaume Apollinaire ? Sans doute faut-il chercher une explication du côté du fond de son inspiration, et non plus de la forme.

## Correspondance
Dans sa correspondance avec le poète Félix Bonafé, il parle des écrivains auvergnats et de leurs œuvres : Marcelle Tinayre, Jean Ajalbert, Henri Pourrat, ou encore Étienne Marcenac pour qui le jugement est plus sévère:

«Marcenac dont vous me parlez est un vrai poète, mais il a un style et une forme qu'il n'a jamais su améliorer. C'est un primaire qui n'a pas tenté de se créer un instrument digne du talent réel qu'il a. Il écrit gauchement et c'est, semble-t-il, irrémédiable chez lui [...]». 
Gandilhon passe de longues heures à cultiver son jardin, ce qui le fatigue physiquement et intellectuellement. 
La situation politique le préoccupe, il donne son point de vue sur le débarquement en Afrique du Nord, la débâcle allemande et la "sourde révolution" qui l'accompagne, le procès Pétain-Laval. Malgré la déprime qui le gagne, il s'efforce de poursuivre l'écriture de ses chroniques ; il débute aussi une traduction libre de Heine. 
Il évoque quelques souvenirs qui nous apprennent qu'il était en classe au lycée Henri-IV avec Alfred Jarry :

«Dans la classe de Bergson où les élèves affluaient, en 1891. Bergson : Monsieur Jarry ! Je vous prie de vous asseoir ! - Il n'y a plus de place. - Trouvez-en une. Jarry alors se dirige vers un de nos camarades qui s'appelait Videcoq-Wély. - Ah ! J'ai trouvé une place ! Je vais m'asseoir entre Videcoq et Wély. (rire général).»

## Œuvres
- Poèmes arvernes, fresques et médaillons, Aurillac, Éditions USHA, 1927.
- Poèmes arvernes, la légende des monts et des hommes, Aurillac, Éditions USHA, 1932 (primé par l'Académie des Jeux floraux de Toulouse).
- Environ 20 000 chroniques dans L'Auvergnat de Paris et d'autres revues.
- Victor Fonfreide, Camille Gandilhon gens d'Armes, Édouard Marty, Un artiste auvergnat (1851-1913), 1929. Réédition 2005, Éditions Créer.
- Joseph Canteloube, Camille Gandilhon Gens d'Armes, Le Chant des auvergnats.
- Le Droit public de l’Empire allemand, traduction.
- Loi et pratique constitutionnelle du Royaume d’Angleterre, traduction.
- Inédits : Mer du Nord, une importante correspondance, notamment avec Henri Pourrat (plus de mille échanges).